# 福田一郎
福田 一郎（ふくだ いちろう、 1925年2月16日 - 2003年9月4日）は日本の音楽評論家。

## 略歴
日本大学を1947年に卒業後、1960年代末からビートルズなどの洋楽をラジオパーソナリティとして紹介するなど、洋楽評論の草分けとして活躍。若い頃から月に1度のペースでニューヨークを訪れ、現地のアーティストを取材したりライブを見ていた。ローリング・ストーンズ、マイケル・ジャクソン、ビリー・ジョエル、ポール・マッカートニーらとはプライベートでも交流するほど親しかった。
1970年代には日本テレビ『TVジョッキー』に出演したり、TBSラジオの深夜放送『パックインミュージック』のパーソナリティを務め、若者たちの人気を集めた。InterFMとFMヨコハマで、ラジオ番組のパーソナリティを2003年まで務めるなど精力的に活動していた。
2003年9月4日、78歳没。洋楽評論のカリスマ的存在として、ファンに親しまれ、52年間に渡る活動で日本の音楽界に大きな功績を残した。
命日に放送したFMヨコハマのレギュラー番組『ロッキン・グルーヴ』で湯川れい子、山下達郎、城島茂が追悼コメントを寄せた。その後、InterFMのレギュラー番組『ロック・ザ・イチロー』は終了。『ロッキン・グルーヴ』は大貫憲章に引き継がれた。

## 活動
日本レコード大賞審査員も長年務めた。雑誌「オリジナルコンフィデンス」では連載コーナー「WORLD HOT BUS」を持っていた。
音楽評論家の伊藤政則がDJを務める番組『POWER ROCK TODAY』(bayfm)の年末スペシャルでは毎年スペシャル・ゲストとして登場。4時間にも及ぶ生放送であるにもかかわらず選曲は自身で行い、オープニングからエンディングまで出演していた。
2003年3月には、WOWOWが放送した米ニューヨークで行われたグラミー賞のリポートを担当。

## エピソード
- トム・ペティの「ザ・ラスト・DJ」という曲は、自分のテーマ曲だと発言していた。
- 2003年春にローリング・ストーンズが来日公演を行った際に、アメリカのツアーではクラブ・ギグを行っているのにもかかわらず、日本での公演会場が東京ドームや日本武道館などの大型会場だけであった事に対し、雑誌のインタビューで「日本のイベンターがしっかりすれば日本でもクラブ・ギグができるはず。アメリカではできてるのに日本ではできないなんてそんなバカな事は絶対にない」と発言。最後まで日本の音楽業界には忠告を残していた。
- 生涯最後に見たライブは日本でブレイクしてから間もないバンド、エヴァネッセンスの初来日公演。また、インターFMの番組では、ブレイク前から彼らの楽曲がヘビーローテーションになっていた。
- TOKIOと深い交流を持っており、リーダーの城島茂には「キーボードがいるバンドは珍しいんだから頑張りなさい」と頻繁にエールを送っていたという。

- モーニング娘。プロデューサーのつんく♂に、メヌードを参考にメンバーチェンジを繰り返しながらグループを存続させていく方法を提案した。福田の「お別れ会」では、卒業者を含めたモーニング娘。（但しハロー!プロジェクトを脱退した福田明日香、石黒彩、市井紗耶香は出席せず）が、“陰の恩人”を偲び、全員で「LOVEマシーン」を涙ながらに熱唱した。

## 出演番組
- パックインミュージック（TBSラジオ）
- ワールドビッグショー 夢のステージ（TBSラジオ）
- ロック・ザ・ナイター（RFラジオ日本）[1]
- ロック・ザ・イチロー（InterFM）
- ロッキン・グルーヴ（FMヨコハマ）

## 著書
- 世界のロック・グループ（実業之日本社　1971年）
- ロック革命の巨人たち vol.1 (ロック・ミュージック・ライブラリー)（主婦と生活社　1971年）
- 悲劇のロック・アーティスト (ロック・ミュージック・ライブラリー)（主婦と生活社　1972年）
- テメエットリのジャズ（白川書院　1977年）